# Don Anderson
Don Lynn Anderson, né le 5 mars 1933 à Frederick (Maryland) et mort le 2 décembre 2014 à Cambria (Californie), est un géophysicien américain dont les contributions à la compréhension de l'origine, de la structure et de la composition de l'intérieur de la Terre et d'autres planètes sont considérées majeures.
Les travaux d'Anderson, adepte de la pluridisciplinarité, font appel à la sismologie, la physique du solide, la géochimie et la pétrologie. Il reçoit durant sa carrière de nombreux prix de sociétés savantes géophysiques, géologiques et astronomiques, dont, en 1998, le prix Crafoord, équivalent du prix Nobel en géosciences, en compagnie d'Adam Dziewonski avec lequel il a conçu le modèle PREM. Il publie des centaines d’articles au cours de sa carrière, effectuée principalement au California Institute of Technology (Caltech).

## Biographie

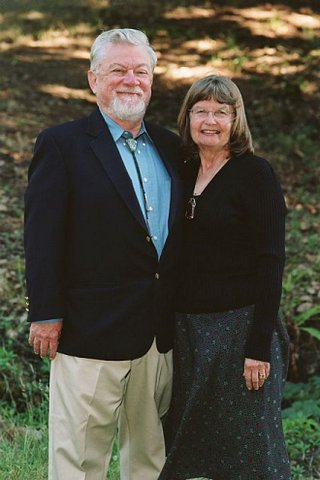
Don et Nancy Anderson célèbrent leur de mariage.

Don Anderson naît à Frederick, dans l'Etat du Maryland (Etats-Unis), en 1933, d'une mère institutrice et d'un père électricien. Il déménage à Baltimore avec sa famille à l'âge de six ans. Très tôt il s'intéresse à la géologie et se constitue une collection de minéraux qu'il ramasse lui même sur le terrain. Il obtient son baccalauréat au Baltimore Polytechnic Institute (en) puis poursuit des études supérieures à l'Institut polytechnique Rensselaer où il obtient une licence de sciences en géologie et géophysique, en 1955.
Il travaille ensuite dans l'industrie pétrolière, pour Chevron, voyageant en Californie, dans le Montana et dans le Wyoming, avant d'effectuer son service militaire dans l'armée de l'air dans le Massachusetts et à Thulé, au Groenland. Il s'installe ensuite en Californie, où il obtient un doctorat en géophysique et en mathématiques à Caltech, en 1962, sous la direction de Frank Press. Il passe la majeure partie de sa carrière universitaire ultérieure au laboratoire de sismologie de Caltech , dont il occupe le poste de directeur de 1967 à 1989. Il prend sa retraite en 2002.
Anderson est marié à Nancy Ruth Anderson, a deux enfants, Lynn Anderson Rodriguez et Lee Weston Anderson, et quatre petites-filles. Il meurt à Cambria, en Californie, le 2 décembre 2014, d'un cancer, à l'âge de 81 ans.

## Travaux scientifiques

### Anisotropie du manteau terrestre
Anderson commence sa carrière scientifique alors qu'il sert dans l'armée de l'air américaine. Au Groenland, il étudie les propriétés de la glace de mer. Anderson est chargé de déterminer si la glace est suffisamment solide pour résister à l’atterrissage d’avions lourds. En travaillant avec son collègue, Wilford Weeks, sur des articles scientifiques résultant de ses recherches, Anderson comprend qu’il a des lacunes. Weeks, ami de Gerald Wasserburg, professeur à Caltech, lui conseille d'aller y étudier la géophysique. Sa thèse de doctorat porte sur les propriétés anisotropes du manteau terrestre. Il analyse la propagation des ondes dans des milieux complexes stratifiés. Avant les travaux d’Anderson, le consensus était que l’intérieur de la Terre se comportait comme du verre de manière isotrope. Après avoir obtenu son doctorat en 1962, Anderson devient enseignant-chercheur à Caltech et se tourne vers d'autres domaines d'études, rédigeant des articles sur la composition, l'état physique et l'origine de la Terre ainsi que d'autres planètes. Beaucoup plus tard dans sa carrière, il revient sur les effets de l’anisotropie et de la fusion partielle et sur la présence de fluides dans le manteau supérieur. Lui et ses collègues développent des méthodes permettant de prendre en compte l’anisotropie et le comportement non élastique des ondes sismiques pour expliquer le fonctionnement de la Terre.

### Planétologie et modèle PREM

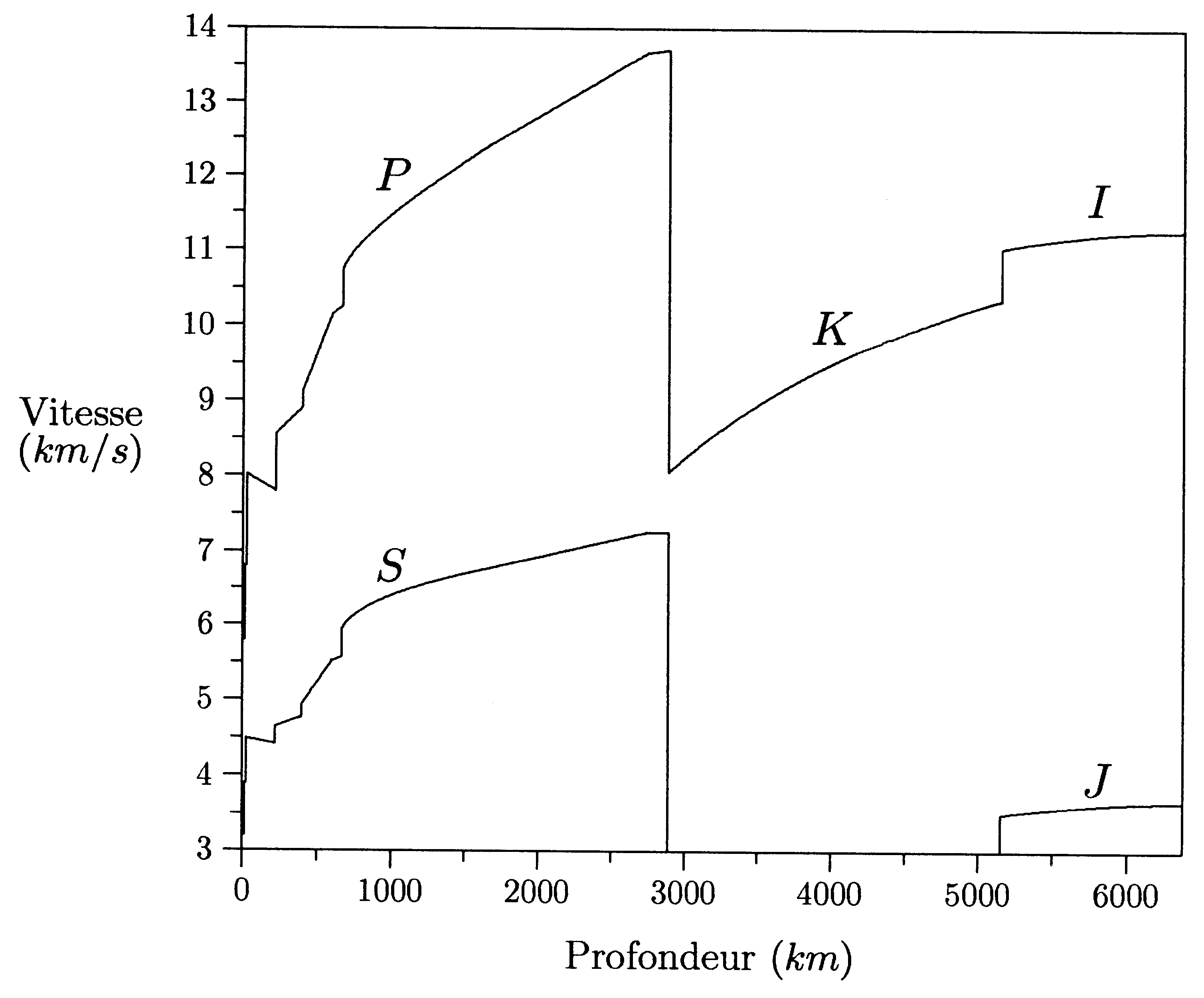
Vitesses des ondes P et S en fonction de la profondeur telles que définies par le modèle PREM 1.

Au cours de sa carrière de plus de 50 ans, Anderson publie des articles sur la composition et l’origine de la Lune, de Vénus et de Mars ainsi que de la Terre. Il est l'un des scientifiques principaux de la mission Viking vers Mars en 1971. Anderson et ses collaborateurs étudient les relations entre le comportement des roches du manteau sous des pressions et des températures élevées, les transformations de phase des minéraux du manteau et la génération des séismes. Ils contribuent de manière significative à la compréhension des mouvements des plaques tectoniques en cartographiant les courants de convection dans le manteau terrestre à l'aide de méthodes sismologiques. Ces études conduisent au développement du modèle préliminaire de référence de la Terre (PREM), qui fournit des valeurs standard pour les propriétés importantes de la Terre, notamment les vitesses sismiques, la densité, la pression, l’atténuation et l’anisotropie en fonction du rayon et de la longueur d’onde. Ce travail est cité lorsque Anderson, ainsi que son collègue Adam Dziewonski de l'Université de Harvard, recoivent le prix Crafoord en 1998.

### Sismologie
Après ses travaux sur l'anisotropie, Anderson introduit les effets dépendants de la fréquence et de la polarisation dans la sismologie moderne. Cela permet de résoudre les divergences entre différents types de données sismiques (ondes de volume, modèles normaux, divergence, des ondes de Rayleigh-Love) et de combiner tous les types de données en une seule inversion. Il définit le facteur (Q) corrigeant l'anélasticité et applique celle-ci au manteau et au noyau (modèle de bande d'absorption). Il développe des méthodes pour inverser les ondes de surface pour les structures anisotropes.
Il montre, avec Jean-Bernard Minster, comment la microphysique peut expliquer l'influence des phénomènes de courte durée sur la rhéologie à long terme. Avec Nataf, Nakanishi, Tanimoto, Montagner, et Regan, ils développent les premiers modèles 3D anisotropes du manteau terrestre.

### Composition du manteau terrestre
En prenant en compte la physique et la thermodynamique, Anderson développe des théories qui s’écartent du consensus scientifique. En particulier, Anderson montre que les modèles géochimiques et évolutifs standards de la Terre sont erronés car ils violent les lois de la thermodynamique. Anderson développe un modèle alternatif de la composition minéralogique et isotopique du manteau. La Terre s'est formée à haute température et a été stratifiée chimiquement depuis son accrétion il y a 4,5 milliards d'années. Le consensus considère alors que l'ensemble du manteau est en grande partie constitué de péridotite dominée par l'olivine, dont une partie est un matériau primordial. Anderson montre que le manteau moyen est composé de piclogite, une roche riche en pyroxène et en grenat. Anderson soutient que les couches les plus profondes du manteau sont denses et réfractaires et incapables de remonter à la surface ou de produire des basaltes, qui sont selon lui produits exclusivement dans le manteau supérieur.

### Points chauds
Anderson remet en question la théorie dominante sur la façon dont les volcans de point chaud se forment, en particulier la théorie des panaches convectifs du manteau terrestre, proposée par William Jason Morgan. Il pense que les points chauds sont les produits normaux de la tectonique des plaques et qu'ils peuvent être entièrement expliqués par des anomalies chimiques et minéralogiques dans le manteau supérieur. De plus, Anderson pense que toutes les démonstrations de l’hypothèse du panache mantellique profond violent les lois fondamentales de la thermodynamique car elles reposent sur un apport constant de chaleur provenant des profondeurs de la Terre. Anderson, d'autre part, accepte la vision classique selon laquelle la Terre solide se refroidit et que les volcans exploitent simplement une couche de roche fondue présente dans le manteau supérieur. Pour lui, c'est grâce au mouvement des plaques que le magma parvient à atteindre la surface à travers des zones de fractures et des failles. Pour Anderson la tectonique des plaques est le résultat naturel du refroidissement d'une planète par sa couche externe.

## Prix et distinctions

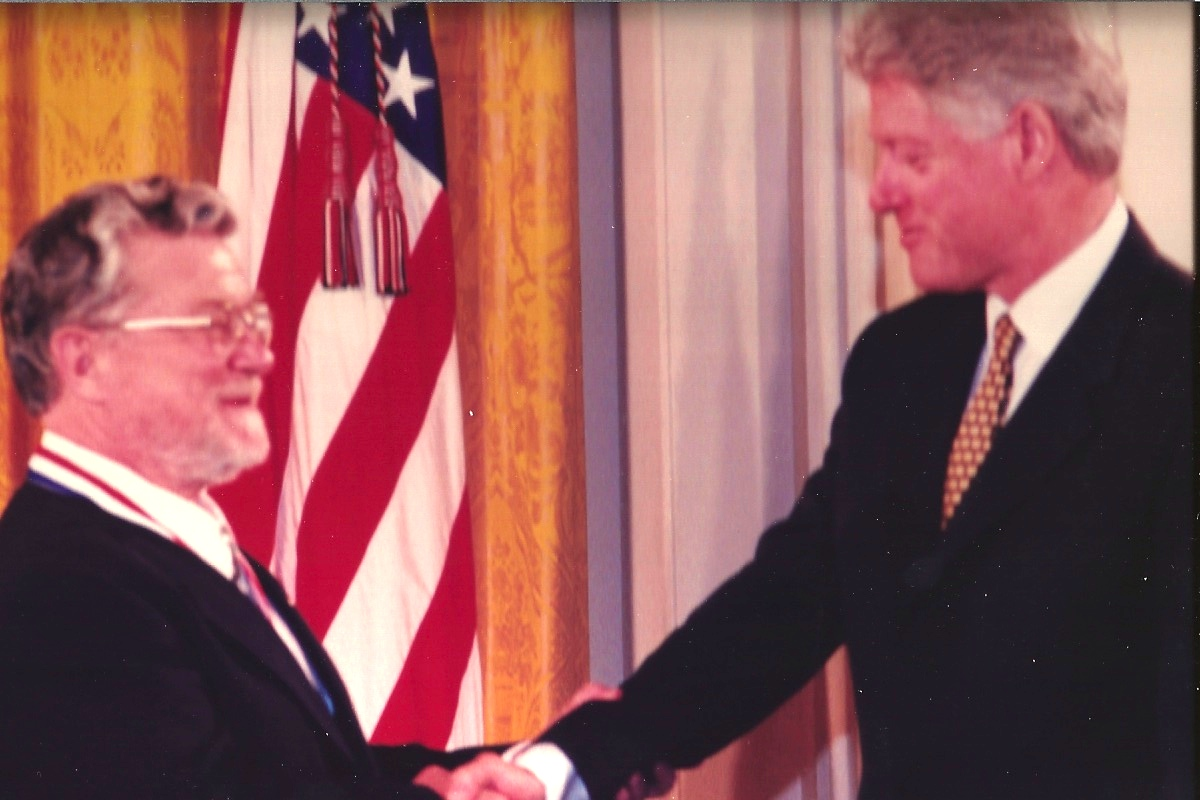
Réception de la Médaille nationale des sciences des mains du président Bill Clinton.

- Médaille James B. Macelwane de l'Union géophysique américaine (1966) [5]
- Prix Apollo Achievement de la National Aeronautics and Space Administration 1969
- Membre de l'Académie américaine des arts et des sciences (1972) [6]
- Prix Newcomb Cleveland de l'Association américaine pour l'avancement des sciences (1977) ( Viking Mission Scientists ) [7]
- Médaille de la NASA pour réalisation scientifique exceptionnelle (1977)
- Membre de l'Académie nationale des sciences (1982)
- Membre honoraire étranger de l'Union européenne des géosciences (1985) [8]
- Médaille Emil Wiechert de la Société allemande de géophysique (1986) [9]
- Médaille Arthur L. Day de la Geological Society of America (1987) [10]
- Membre de l'Association américaine pour l'avancement des sciences (1988)
- Médaille d'or de la Royal Astronomical Society (1988) [11]
- Membre de la Société philosophique américaine (1990) [12]
- Médaille William Bowie de l'Union géophysique américaine (1991) [13]
- Lauréat de la bourse Guggenheim (1998) [14]
- Prix Crafoord de l'Académie royale des sciences de Suède (1998 avec Dziewonski) [15]
- Médaille nationale des sciences (1998) [16]
- Doctorats honoris causa du Rensselaer Polytechnic Institute (RPI) et de l'Université de Paris (Sorbonne)

## Publications choisies
- A. M. Dziewonski; D. L. Anderson. (1981). Preliminary reference Earth model; Physics of the Earth and Planetary Interiors 25, S.297-356.
- D. L. Anderson. (2007). New Theory of the Earth; Cambridge University Press, New York.
- D. L. Anderson. (1989). Theory of the Earth; Blackwell Scientific Publications.
- Don L. Anderson and James H. Natland. (2014) Mantle updrafts and mechanisms of oceanic volcanism; Proceedings of the National Academy of Sciences  vol. 111 no. 41. DOI 10.1073/pnas.1410229111.
- D. L. Anderson. (2013). The persistent mantle plume myth - Do plumes exist?; Australian Journal of Earth Sciences: and James H. Natland. DOI 10.1080/08120099.2013.835283
- Anderson, Don L. (2011). Hawaii, Boundary Layers and Ambient Mantle - Geophysical Constraints, J. Petrol., 52, 1547-1577; DOI 10.1093/petrology/egq068.
- G. R. Foulger, D. L. Anderson. (2005). A cool model for the Iceland hotspot; Journal of Volcanology and Geothermal Research 141.
- Anderson, D. L. (2005). Self-gravity, self-consistency, and self-organization in geodynamics and geochemistry, in Earth's Deep Mantle: Structure, Composition, and Evolution, Eds. R.D. van der Hilst, J. Bass, J. Matas & J. Trampert, AGU Geophysical Monograph Series 160, 165-186.
- Anderson, D. L. (2005). Scoring hotspots: The plume and plate paradigms, in Foulger, G.R., Natland, J.H., Presnall, D.C., and Anderson, D.L., eds., Plates, plumes, and paradigms: Geological Society of America Special Paper 388, p. 31-54.
- Anderson, Don L. and Natland, J. H. (2005). A brief history of the plume hypothesis and its competitors: Concept and controversy, in Foulger, G.R., Natland, J.H., Presnall, D.C., and Anderson, D.L., eds., Plates, Plumes, & Paradigms, : GSA Special Paper 388, p. 119-145.
- Meibom, A. and Anderson, D. L. (2003). The Statistical Upper Mantle Assemblage, Earth Planet Science Letters, 217, pp. 123-139.
- Wen, L., and Anderson, Don L. (1997). Layered mantle convection: A model for geoid and topography, Earth and Planetary Science Letters, v. 146, p. 367-377.
- Anderson, Don L. (1995). Lithosphere, asthenosphere and perisphere, Reviews of Geophysics, v. 33, p. 125-149.
- Anderson, Don L.; Zhang, Y.-S.; Tanimoto, T. (1992). Plume heads, continental lithosphere, flood basalts and tomography, in: Magmatism and the Causes of Continental Break-up, B. C. Storey, T. Alabaster and R. J. Pankhurst, eds., Geological Society Special Publication, No. 68.
- Anderson, Don L.; Tanimoto, T.; and Zhang, Y.-S. (1992). Plate tectonics and hotspots: The third dimension, Science, v. 256, p. 1645-1650.
- Scrivner, C. and Anderson, Don L. (1992). The effect of post Pangea subduction on global mantle tomography and convection, Geophys. Res. Lett., vol. 19, no. 10, p. 1053-1056.
- Anderson, Don L. (1989). Where on Earth is the Crust?, Physics Today, March, p. 38-46.
- Anderson, Don L. (1987). A Seismic Equation of State II. Shear Properties and Thermodynamics of the Lower Mantle, Phys. Earth Planet. Interiors, v. 45, p. 307-323.
- Anderson, Don L. (1985). Hotspot magmas can form by fractionation and contamination of MORB, Nature, v. 318, p. 145-149.
- Tanimoto, T., and Anderson, Don L. (1985). Lateral heterogeneity and azimuthal anisotropy of the upper mantle: Love and Rayleigh waves 100-250 sec, Jour. Geophys. Res., v. 90, p. 1842-1858.
- Anderson, Don L. (1986). Earth sciences & public policy, Geotimes, v. 31, no. 10, p. 5.
- Nataf, H.-C.; Nakanishi, I.; and Anderson, Don L. (1986). Measurements of Mantle Wave Velocities and Inversion for Lateral Heterogeneities and Anisotropy, Part III: Inversion, Jour. Geophys. Res., v. 91, no. B7, p. 7261-7307.
- Anderson, Don L. (1984). The Earth as a planet: paradigms and paradoxes, Science, v. 223, no. 4634, p. 347-355. 178.
- Anderson, Don L. (1982). Hotspots, polar wander, mesozoic convection, and the geoid, Nature, v. 297, no. 5865, p. 391-393.
- Anderson, Don L.; and Given, J. W. (1982). Absorption band Q model for the Earth, Jour. Geophys. Res., v. 87, no. B5, p. 3893-3904.